# Fred Bertelmann/Diskografie
Diese Diskografie ist eine Übersicht über die musikalischen Werke des deutschen Schlagersängers Fred Bertelmann.

## Langspielplatten

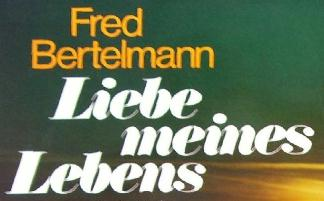

| Titel                                              | Musiklabel        | Veröffentlichung |
| -------------------------------------------------- | ----------------- | ---------------- |
| Vinyl                                              |                   |                  |
| Die Welt ist groß und rund                         | Mercator 77647    | 1968             |
| Liebe meines Lebens                                | Trans World 80970 | 1971             |
| Die großen Erfolge von gestern                     | Ariola 89066      | 1975             |
| Drüben in der Heimat                               | Columbia 32137    | 1977             |
| Der lachende Vagabund                              | Ariola 202130     | 1980             |
| Liebesbriefe                                       | Columbia 1469271  | 1982             |
| Ich hab das Lachen nicht verlernt                  | Koch Int. 121862  | 1987             |
| Ich wünsch’ dir eine schöne Zeit                   | Koch Int. 122282  | 1989             |
| Heimat Deine Sterne                                | Ariola 210403     | 1990             |
| CD                                                 |                   |                  |
| Der singende Vagabund                              | Pilz              | 1990             |
| Schütt dein Herz bei mir aus                       | Koch              | 1993             |
| Lieder meines Lebens                               | Koch              | 1994             |
| Weil ich glücklich bin                             | Koch              | 1994             |
| Einfach das Beste                                  | Disky             | 1996             |
| Mein Wunschkonzert für die Liebe                   | Sonia             | 1997             |
| Heimat deine Sterne                                | Ariola            | 1998             |
| Der lachende Vagabund – Seine 20 schönsten Lieder  | Mercato           | 1998             |
| Der lachende Vagabund                              | Bear Family       | 2000             |
| Seine schönsten Lieder                             | Ariola            | 2004             |
| Fred Bertelmann (aus der Reihe „Schlager & Stars“) | EMI               | 2005             |
| Star Edition – Fred Bertelmann                     | Koch              | 2009             |
| Das Leben ist Erinnerung                           | Rubin             | 2010             |
| Schlager Hits der 50er – Fred Bertelmann           | SilverStar        | 2010             |
| Der lachende Vagabund                              | FabFour           | 2011             |
| Ich bin ja nur ein Troubadour                      | Music Tales       | 2014             |

## Singles

### Tempo-Schallplatten

| Titel                                                                            | Katalog-Nr. | Veröffentlichung |
| -------------------------------------------------------------------------------- | ----------- | ---------------- |
| Schellack                                                                        |             |                  |
| Bon soir / (Herma Riedinger: O mein Papa)                                        | 3753        | 1952             |
| Es war in Napoli / Wenn es noch Märchen gibt                                     | 3779        | 1952             |
| Ganz Paris träumt von der Liebe / Ich bin so gern zu Hause                       | 3781        | 1952             |
| Carnavalito / (Mary Kay: Katharina)                                              | 3782        | 1952             |
| Der Student von Paris / (Werner Preuß: Zwei Verliebte)                           | 3786        | 1952             |
| Der Himmel war noch nie so blau / (Die kleine Terz: Holzhacker Dixie)            | 3788        | 1952             |
| O Wandersmann / Tschip-tschiu-tschi                                              | 3802        | 1953             |
| Wenn es Nacht wird in Montana / Zwei Matrosen aus Shanghai                       | 3803        | 1953             |
| Zwei Herzen im Mai / Ein Häuschen im Garten                                      | 3804        | 1953             |
| Eine Sommernacht in Santa Margaritha / Der Mond hält seine Wacht                 | 3811        | 1954             |
| Der neue Frühjahrshut / Grüß mir die Damen                                       | 3813        | 1954             |
| In der Schweiz / Blauäugelein                                                    | 3819        | 1955             |
| Eventuell, Eventuell / Sing, Baby, sing (& Jenny Johnson)                        | 3820        | 1956             |
| Bleib so wie du bist / Ein Haus in Havanna                                       | 3823        | 1956             |
| Maringa / (Jenny Johnson: Die Bimbam Bimbam Bina)                                | 3824        | 1956             |
| Vinyl                                                                            |             |                  |
| Lolita (Zwei Weiße Möwen) / (Die Kolibris: Domingo, Santo Domingo)               | 506         | 1956             |
| Der Mond hält seine Wacht / Eine Sommernacht in Santa Margaritha (& M. Schumann) | 509         | 1959             |
| Die Insel meiner Träume / (Frank Forster: Und es weht der Wind)                  | 514         | 1956             |
| Baiao Tabaco / (Margit Schumann: Mambo Ma)                                       | 521         | 1957             |
| Frühling In Rom / (Harry Graf: In Hamburg sind die Nächte lang)                  | 541         | 1957             |
| Zwei Blaue Augen / (Kolibris: Seemann, wo ist deine Heimat?)                     | 546         | 1957             |
| Fischerfest auf Montecristo / (Jenny Johnson: Fahre mit mir in die Ferne)        | 549         | 1957             |
| Heimweh nach Havanna / (Erika Berg: Dich werd’ ich nie vergessen)                | 569         | 1957             |
| Es gibt nur eine Heimat / (Kolibris: Jim, Jonny und Jonas)                       | 584         | 1957             |
| Maringa / (Fred Marko: Es wird ja alles wieder gut)                              | 632         | 1958             |
| Drei Glocken / (Gerd Fitz: Bambina)                                              | 653         | 1958             |

### Electrola

| Titel                                                                                          | Katalog-Nr. | Veröffentlichung |
| ---------------------------------------------------------------------------------------------- | ----------- | ---------------- |
| Arrivederci Roma / Hochzeitstag                                                                | 8527        | September 1955   |
| Tina-Marie / In Hamburg sind die Nächte lang                                                   | 8546        | November 1955    |
| Hallo Joe / Rumbango                                                                           | 8556        | Dezember 1955    |
| Tanderadei / Zwei Glas Chianti                                                                 | 8578        | April 1956       |
| Dort, wo die Blumen blüh’n / (Ralf Bendix: Sie hieß Mary-Ann)                                  | 8603        | 1956             |
| Über sieben Meere / Riviera                                                                    | 8604        | Mai 1956         |
| Der Perlentaucher von Santa Margerita / Rot ist dein Mund                                      | 8620        | Juli 1956        |
| Im Hafen unserer Träume / Heinerle (& Bibi Johns)                                              | 8638        | 1956             |
| Marie mit dem frechen Blick / Schuld daran ist Helen                                           | 8641        | November 1956    |
| Endlose Nächte / Jeder Stern soll dich grüssen                                                 | 8648        | Dezember 1956    |
| Zum Namenstag / (Werner-Quintett: Ich wünsch’ dir zum Geburtstag alles Gute)                   | 8675        | März 1957        |
| Wer das vergißt / Golden Jonny                                                                 | 8676        | März 1957        |
| Santa Rosa / Bene Bene Tanto                                                                   | 8705        | Oktober 1957     |
| Der lachende Vagabund / Cantabamberra                                                          | 8732        | Juli 1957        |
| Ich bin ja nur ein Troubadour / Du bist mein guter Engel                                       | 8785        | Februar 1958     |
| Bajazzo / Der Gitarrenspieler                                                                  | 20964       | September 1958   |
| Aber du heißt Pia / Torero                                                                     | 20969       | Oktober 1958     |
| Zehntausend junge Damen / La bella Habanera                                                    | 21091       | März 1959        |
| Ihr zartes Lächeln / Meine Heimat ist täglich woanders                                         | 21092       | April 1959       |
| Bahama Melodie / Sie sagt: Nein, nein, nein                                                    | 21215       | Juni 1959        |
| Addio / Das blaue Meer und du                                                                  | 21258       | September 1959   |
| Der Dumme im Leben (& Chris Howland) / (Chris Howland: O Yes, Okay, Allright)                  | 21260       | September 1959   |
| Ti amo, Marina / In den Straßen von Roma                                                       | 21410       | Dezember 1959    |
| Einmal High, High, High / Hinter den blauen Bergen                                             | 21474       | Mai 1960         |
| Die Ballade vom Seeräuber Jim / Mein Herz bleibt in der Heimat                                 | 21515       | Februar 1960     |
| Herrlich war die Reise / Zwei blaue Augen und roter Wein                                       | 21555       | Juli 1960        |
| ... und schuld daran sind nur die Frau’n (& Chris Howland) / (Chris Howland: Das macht ja nix) | 21557       | August 1960      |
| Der fröhliche Räuber / Cosi-Cosi                                                               | 21633       | Oktober 1960     |
| Mexikanische Serenade / Nie soll mein Herz                                                     | 21743       | Februar 1961     |
| Mutterl Lied / Vergiß mein nicht                                                               | 21756       | März 1961        |
| In Hamburg sind die Nächte lang / Die Ballade vom Seeräuber-Jim                                | 22190       | Mai 1962         |

### Polydor

| Titel                                                | Katalog-Nr. | Veröffentlichung |
| ---------------------------------------------------- | ----------- | ---------------- |
| Überall, wo mich ein Mädel küßt / Hey, hallo Susanne | 24622       | September 1961   |
| Mexicali Rose / Wer einmal in Rom war                | 24744       | September 1962   |
| Sie brauchen eine Brille / Tango ohne Licht          | 24832       | April 1962       |
| Mary-Rose / Wenn ich dich umarme                     | 24937       | Oktober 1962     |
| Mamma mia / Tango am blauen Meer                     | 52007       | Dezember 1962    |
| Ein Caballero / Capito Capitano                      | 52137       | August 1963      |
| Das macht dein Lächeln / In New Orleans              | 52210       | Dezember 1963    |
| Zwei gute Freunde / Souvenir aus Berlin              | 52365       | August 1964      |

### Ariola

| Titel                                                          | Katalog-Nr. | Veröffentlichung |
| -------------------------------------------------------------- | ----------- | ---------------- |
| Tausend Orchideen / Oh Anna-Susanna                            | 45433       | November 1962    |
| Das war wieder mal ein schöner Tag / Die Sonne und das Mädchen | 18522       | September 1965   |
| Es ist ein Herzenswunsch von mir / Schau die Welt ist so groß  | 18678       | November 1965    |
| Fremde in der Nacht / Jeden Abend                              | 18994       | August 1966      |
| Die Trommel ruft / Geh nicht am schönsten vorbei               | 19200       | Dezember 1966    |
| Das war ein schönes Jahr / Es gibt immer einen Weg             | 19420       | Mai 1967         |
| So lieben uns die Frauen / Einmal in der Woche                 | 19744       | 1967             |
| Der lachende Vagabund / Aber dich gibt’s nur einmal            | 12143       | 1972             |
| Öffne dein Herz / Alle Mädchen dieser Erde                     | 12682       | 1974             |

### Trans World

| Titel                                                                               | Katalog-Nr. | Veröffentlichung |
| ----------------------------------------------------------------------------------- | ----------- | ---------------- |
| Wenn die Liebe will / Frühling in Amsterdam                                         | 14015       | 1968             |
| The Glory Of Love / Springtime in Amsterdam                                         | 14022       | 1968             |
| Veruschka / Mister Casanova                                                         | 14108       | 1968             |
| Wie wunderbar, daß es dich gibt / Wo ist der Schnee vom letzten Jahr (& Gitta Lind) | 14127       | 1968             |
| Heute beginnt die Liebe / Unser erstes Rendezvous                                   | 14253       | 1969             |
| Die ganze Welt schenk’ ich dir / Schenk mir einen schönen Abend                     | 14456       | 1969             |
| Kinderaugen / Zum Namenstag                                                         | 10821       | 1971             |
| Im Kino / Der Mann der vor dir war                                                  | 12044       | 1972             |
| Morgen werd’ ich so wie gestern einsam sein / Ein einsamer Mann                     | 12058       | April 1972       |

### Koch International

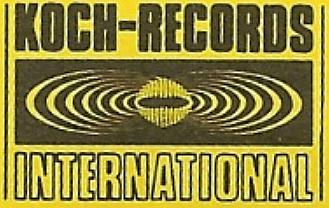

| Titel                                                                      | Katalog-Nr. | Veröffentlichung |
| -------------------------------------------------------------------------- | ----------- | ---------------- |
| Der lachende Vagabund / Drüben in der Heimat                               | 145.356     | 1987             |
| Nimm deine Frau mal wieder in die Arme / Ich hab das Lachen nicht verlernt | 145.374     | 1987             |
| Allen Menschen recht getan / Einfach nur geborgen sein                     | 145.486     | 1987             |
| Mit dir möcht’ ich 100 Jahre werden / 7 Blumen                             | 145.648     | 1989             |
| Ich wünsch dir eine schöne Zeit / Leben ohne Liebe                         | 145.702     | 1990             |
| Alles was mich glücklich macht / Guten tag Musik                           | 145.776     | 1990             |
| Wer rastet, der rostet / Melodia d’Amore                                   | 145.873     | 1991             |
| Schütt dein Herz bei mir aus / Immer wieder auf Reisen geh’n               | 146.074     | 1992             |

### Supertone

| Titel                                                                | Katalog-Nr. | Veröffentlichung |
| -------------------------------------------------------------------- | ----------- | ---------------- |
| Es ist aus und vorbei / Vielleicht war es das                        | 196         | 1966             |
| Ja das mit der Liebe / Ich hab’ was geseh’n (& Mary Roos)            | 209         | 1966             |
| Es wird alles wieder gut / Du brauchst nicht zu weinen (& Mary Roos) | 220         | 1966             |
| Halleluja / Ich danke dir                                            | 316         | 1979             |
| Mandolino / Zwei Gitarren                                            | 335         | 1979             |

## Chartplatzierungen
In Deutschland wurden die Singlecharts bis 1964 monatlich, bis 1970 halbmonatlich und anschließend wöchentlich ermittelt. Die Albumcharts wurden bis 1976 monatlich, von Januar 1977 bis August 1978 halbmonatlich und danach wöchentlich ermittelt.

### Singles
| Jahr | Titel Album                                      | Höchstplatzierung, Gesamtwochen/‑monate, AuszeichnungChartsChartplatzierungen (Jahr, Titel, Album, Platzierungen, Wochen/Monate, Auszeichnungen, Anmerkungen) | Anmerkungen                                        |
| Jahr | Titel Album                                      | DE | Anmerkungen                                        |
| ---- | ------------------------------------------------ | --- | -------------------------------------------------- |
| 1955 | Tina Marie –                                     | DE4 (6 Mt.)DE | Charteinstieg: 1. Februar 1956                     |
| 1956 | In Hamburg sind die Nächte lang –                | DE10 (5 Mt.)DE | Charteinstieg: 1. März 1956 mit Hansen-Quartett    |
| 1957 | Im Hafen Unserer Träume –                        | DE16 (1 Mt.)DE | Charteinstieg: 1. April 1957 mit Bibi Johns        |
| 1957 | Der Lachende Vagabund –                          | DE1 Gold · (6 Mt.)DE | Charteinstieg: 1. April 1957 Verkäufe: + 3.500.000 |
| 1958 | Ich bin ja nur ein Troubadour –                  | DE7 (4 Mt.)DE | Charteinstieg: 1. März 1958                        |
| 1958 | Der Gitarrenspieler –                            | DE25 (1 Mt.)DE | Charteinstieg: 1. August 1958                      |
| 1958 | Aber du heißt Pia –                              | DE10 (4 Mt.)DE | Charteinstieg: 1. Dezember 1958                    |
| 1958 | Torero –                                         | DE24 (1 Mt.)DE | Charteinstieg: 1. Dezember 1958                    |
| 1959 | Ihr zartes Lächeln –                             | DE12 (8 Mt.)DE | Charteinstieg: 1. März 1959                        |
| 1959 | Das blaue Meer und du –                          | DE55 (1 Mt.)DE | Charteinstieg: 1. Dezember 1959                    |
| 1959 | Der Dumme im Leben ist immer der Mann –          | DE34 (3 Mt.)DE | Charteinstieg: 1. Dezember 1959 mit Chris Howland  |
| 1960 | Ti amo Marina –                                  | DE30 (2 Mt.)DE | Charteinstieg: 1. April 1960                       |
| 1960 | Einmal High, High, High (Einmal Low, Low, Low) – | DE34 (2 Mt.)DE | Charteinstieg: 1. Juli 1960                        |
| 1963 | Ein Caballero genießt und schweigt –             | DE39 (1 Mt.)DE | Charteinstieg: 1. November 1963                    |

## Statistik

### Chartauswertung
|                       | DE     |
| --------------------- | ------ |
| Nummer-eins-Singles   | DE1DE  |
| Top-10-Singles        | DE5DE  |
| Singles in den Charts | DE14DE |

### Auszeichnungen für Musikverkäufe
Anmerkung: Auszeichnungen in Ländern aus den Charttabellen bzw. Chartboxen sind in ebendiesen zu finden.
| Land/RegionAuszeichnungen für Musikverkäufe (Land/Region, Auszeichnungen, Verkäufe, Quellen) | Gold  | Platin | Verkäufe | Quellen         |
| -------------------------------------------------------------------------------------------- | ----- | ------ | -------- | --------------- |
| Deutschland (BVMI)                                                                           | Gold1 | —      | 500.000  | Einzelnachweise |
| Insgesamt                                                                                    | Gold1 | —      |          |                 |